# Nepal Sambat
Nepal Sambat (em devanágari: नेपाल सम्बत; em neuari: nepāla samvat, "Era do Nepal") é o calendário lunissolar usado pelos neuaris (o povo nativo do vale de Catmandu do Nepal) e o calendário oficial do Nepal. A Era começou em 20 de outubro de 879 e desde então foi o calendário oficial do país, até ao fim da dinastia Malla, em 1769. Até ao início do século XXfoi amplamente utilizado para todo o tipo de tarefas quotidianas, sendo usado em moedas, inscrições em pedra e placas de cobre, decretos reais, crônicas, manuscritos hindus e budistas, documentos legais e correspondência.
O nome Nepal Sambat foi utilizado pela primeira vez para designar o calendário ano Nepal Sambat 148 (1028 d.C.). Após a queda da dinastia Malla em 1769 foi substituído como calendário oficial pelo Vikram Samvat, mas continuou ser usado, inclusivamente em documentos oficiais e em pelo menos um tratado com o Tibete. No entanto, em eados do século XIX já tinha muito pouco uso, inclusivamente na vida quotidiana. Desde pelo menos a década de 1920 que houve movimentos para lhe devolver algum tipo de estatuto oficial, especialmente no vale de Catmandu. Em 1928 o escritor, estudioso budista e ativista da língua neuari Dharmaditya Dharmacarya sugeriu que o Ano Novo do Nepal Sambat (neuari) fosse declarado feriado nacional. As pessoas envolvidas em ações pelo reconhecimento oficial eram frequentente humilhadas pelo regime nepalês, que chegou a reprimir com brutalidade algumas celebrações do Ano Novo neuari. A campanha pela atribuição de estatuto oficial intensificou-se na década de 1990 e o calendário passou a ser revivido como um símbolo da glória e unidade nacional do Nepal. Em 2008, o governo decidiu pôr em uso o Nepal Sambat como o calendário nacional do país, criou um grupo de trabalho para que desse recomendações sobre sua implementação e permitir a implementação rápida da mudança de calendário oficial. Em 2011 foi novamente anunciado que o Nepal Sambat passaria a ser o calendário oficial nacional.

## Estrutura
| Meses da versão solar do Nepal Sambat |              |              |                                     |                           |
| #                                     | Deva- nágari | Romani zação | No calendário gregoriano            | Dias                      |
| ------------------------------------- | ------------ | ------------ | ----------------------------------- | ------------------------- |
| 1                                     | कछला          | Kachha lā    | 20 de outubro – 18 de novembro      | 30                        |
| 2                                     | थिंला           | Thin lā      | 19 de novembro – 18 de dezembro     | 30                        |
| 3                                     | पोहेला          | Pohe lā      | 19 de dezembro – 17 de janeiro      | 30                        |
| 4                                     | सिल्ला          | Sil lā       | 18 de janeiro – 16 de fevereiro     | 30                        |
| 5                                     | चिल्ला          | Chil lā      | 17 de fevereiro – 17 ou 18 de março | 29 (30 em anos bissextos) |
| 6                                     | चौला           | Chau lā      | 18 ou 19 de março – 16 ou 17 abril  | 31                        |
| 7                                     | बछला          | Bachha lā    | 17 ou 18 de abril — 17 de maio      | 31                        |
| 8                                     | तछला          | Tachha lā    | 18 de maio – 17 de junho            | 31                        |
| 9                                     | दिल्ला          | Dil lā       | 18 de junho – 18 de julho           | 31                        |
| 10                                    | गुंला           | Goon lā      | 19 de julho – 18 de agosto          | 31                        |
| 11                                    | ञंला           | Iene lā      | 19 de agosto – 18 de setembro       | 31                        |
| 12                                    | कौला           | Kau lā       | 19 de setembro – 19 outubro         | 31                        |

O Nepal Sambat é um calendário lunissolar que é uma variante da era saka (um dos calendários da Índia). A principal diferença é que o Nepal Sambat se encontra atrasado com respeito à era Saka por 801,7 anos. O Nepal Sambat começou a ser utilizado oficialmente durante o reinado do rei Raghavdev, imediatamente depois da finalização do ano Saka 802 (20 de outubro de 879). Segundo orientalista francês Sylvain Lévi (1863–1935), a diferença de aproximadamente 800 anos em relação ao calendário saca deve-se ao facto do número 8 é considerado um número aziago pelos nepaleses. Essa teoria é rejeitada pelos historiadores nepaleses.
O Nepal Sambat é um calendário especial já que todos os outros calendários são denominados em honra a governantes ou líderes religiosos. O Nepal Sambat é o único calendário denominado segundo o nome de um país.
Meses
No Nepal Sambat tradicional, cada ano tem 354 dias, pois cada mês lunar tem 29 ou 30 dias, segundo o movimento da Lua. Para evitar que as estações ocorram em datas muito diferentes do ano, a cada três anos um "mês intercalar", chamado Analā (अनला). Além disso, aproximadamente a cada 20 anos um dos meses tem menos dias do que é normal e é chamado Nhanlā (न्हंला).[carece de fontes?]
Na sequência da adoção do Nepal Sambat como calendário oficial, em 2020 foi criado uma versão solar semelhante ao calendário gregoriano, com 12 meses, mais adequada para fins oficiais e administrativos.